# Saint Kitts e Nevis ai Giochi della XXXI Olimpiade
Saint Kitts e Nevis ha partecipato ai Giochi della XXXI Olimpiade, che si sono svolti a Rio de Janeiro, Brasile, dal 5 al 21 agosto 2016, con una delegazione di sei atleti tutti impegnati nell'atletica leggera. Portabandiera alla cerimonia di apertura è stato il velocista Antoine Adams, alla sua seconda Olimpiade.
Si è trattato della sesta partecipazione di questo paese ai Giochi estivi. Così come nelle precedenti edizioni, non sono state conquistate medaglie.